# Jonas Hellborg
Jonas Hellborg (født 7. juni 1958 i Göteborg, Sverige) er en svensk/amerikansk bassist og komponist.
Hellborg fik sit gennembrud med Mahavishnu Orchestras tredje udgave af orkestret (1984-1987). Han spillede herefter med Cream trommeslageren Ginger Baker i en trio, som indspillede og turnerede til (1989). Hellborg flyttede til New York (1988), hvor han dannede sit eget band, med skiftende besætninger med feks. Kenwood Dennard på trommer og Aydin Esen på keyboards. Han spillede senere med musikere som Tony Williams, Michael Shrieve, og Trilok Gurtu på trommer, og senere dannede han triomed guitaristen Shawn Lane og den indiske percussionist V. Selvaganesh. Denne trio indspillede to plader indtil gruppens opløsning i (2003) gr. Lanes død. Hellborg er stadig aktiv med egne grupper med skiftende besætninger. Han har også spillet og indspillet solo og duo koncerter med feks. John Mclaughlin

## Diskografi i eget navn
- The Bassic Thing (solo bass) (1979)
- Dreamland (1983)
- Elegant Punk (solo bass) (1984)
- Axis (1986)
- Bass (1988)
- Adfa (1989)
- The Silent Life (acoustic solo bass) (1991)
- Jonas Hellborg Group (1990)
- Jonas Hellborg Group E (1991)
- The Word (1991)
- Ars Moriende (1994)
- Abstract Logic (1995)
- Octave of the Holy Innocents (1993)
- Temporal Analogues of Paradise (1996)
- Time Is the Enemy (1997)
- Aram of the Two Rivers (1999)
- Zenhouse (1999)
- Good People in Times of Evil (2000)
- Personae (2002)
- Icon: A Transcontinental Gathering (2003)
- Kali's Son (2006)
- Art Metal (2007)
- The Jazz Raj (2014)

## Udvalgt Diskografi som Sideman
- Mahavishnu (1984) - med Mahavishnu Orchestra
- Adventures in Radioland (1986) - med Mahavishnu Orchestra
- Usfret (1988) - med Trilok Gurtu
- Two Doors (1995) - med Michael Shrieve
- Unseen Rain (1992) - med Ginger Baker
- Middle Passage (1990) - med Ginger Baker

## Eksterne Henvisninger
- Homepage